# Кубок Німеччини з футболу 1999—2000
Кубок Німеччини з футболу 1999—2000 — 57-й розіграш кубкового футбольного турніру в Німеччині. У кубку взяли участь 73 команди. Переможцем кубка Німеччини вдесяте стала мюнхенська Баварія.

## Третій раунд
| Команда 1             | Рахунок         | Команда 2                     |
| --------------------- | --------------- | ----------------------------- |
| 12 жовтня 1999        |                 |                               |
| Бабельсберг (3)       | 2:4 дч          | Фрайбург                      |
| Вальдгоф (2)          | 3:2 дч          | Баєр 04                       |
| Вердер                | 2:2 дч пен. 4:3 | Кайзерслаутерн                |
| Ганновер 96 (2)       | 1:2             | Армінія (Білефельд)           |
| Санкт-Паулі (2)       | 0:2             | Ульм 1846                     |
| Гройтер-Фюрт (2)      | 1:3             | Ганза                         |
| Штутгартер Кікерс (2) | 3:1             | Боруссія (Дортмунд)           |
| Кельн (2)             | 2:1             | Айнтрахт (Франкфурт-на-Майні) |
| 13 жовтня 1999        |                 |                               |
| Вердер (аматори) (3)  | 0:1             | Штутгарт                      |
| Хемніцер (2)          | 2:3             | Вольфсбург                    |
| Бохум (2)             | 1:1 дч пен. 6:5 | Дуйсбург                      |
| Енергі (Котбус) (2)   | 2:2 дч пен. 5:4 | Шальке 04                     |
| Меппен (3)            | 1:4             | Баварія                       |
| Айнтрахт (Трір) (3)   | 2:1             | Мюнхен 1860                   |
| Майнц 05 (2)          | 2:0             | Гамбург                       |
| Теніс Боруссія (2)    | 2:3 дч          | Герта                         |

## Четвертий раунд
| Команда 1             | Рахунок | Команда 2           |
| --------------------- | ------- | ------------------- |
| 30 листопада 1999     |         |                     |
| Фрайбург              | 2:0     | Енергі (Котбус) (2) |
| Айнтрахт (Трір) (3)   | 0:4     | Ганза               |
| Майнц 05 (2)          | 2:1 дч  | Герта               |
| Штутгарт              | 4:0     | Кельн (2)           |
| 1 грудня 1999         |         |                     |
| Вердер                | 2:1     | Ульм 1846           |
| Вальдгоф (2)          | 0:3     | Баварія             |
| Штутгартер Кікерс (2) | 3:2 дч  | Армінія (Білефельд) |
| Бохум (2)             | 5:4     | Вольфсбург          |

## Чвертьфінали
| Команда 1             | Рахунок | Команда 2    |
| --------------------- | ------- | ------------ |
| 21 грудня 1999        |         |              |
| Бохум (2)             | 1:2     | Вердер       |
| 22 грудня 1999        |         |              |
| Ганза                 | 2:1     | Штутгарт     |
| Штутгартер Кікерс (2) | 1:0     | Фрайбург     |
| Баварія               | 3:0     | Майнц 05 (2) |

## Півфінали
| Команда 1      | Рахунок | Команда 2             |
| -------------- | ------- | --------------------- |
| 15 лютого 2000 |         |                       |
| Вердер         | 2:1 дч  | Штутгартер Кікерс (2) |
| 16 лютого 2000 |         |                       |
| Баварія        | 3:2     | Ганза                 |

## Фінал
| 6 травня 2000 19:30 (CET) |

| Вердер | 0:3      | Баварія                        |
| ------ | -------- | ------------------------------ |
|        | Протокол | Елбер 57' Сержіо 83' Шолль 90' |

| Олімпіаштадіон, Берлін Глядачів: 76 000 Арбітр: Альфонс Берг |